# Roos Drost
Rosalin "Roos" Drost (2 mei 1991) is een Nederlands hockeyster.
Drost debuteerde op 4 februari 2013 bij de Nederlandse hockeyploeg in een wedstrijd tegen Zuid-Afrika (2-2 gelijk). Daarvoor doorliep ze de verschillende nationale jeugdselecties. Bondscoach Max Caldas selecteerde Drost voor het Europees kampioenschap 2013 in België. In clubverband doorliep Drost de jeugd van de Utrechtse club Kampong. Ze speelde sinds 2009 in het eerste damesteam dat uitkomt in de Hoofdklasse. In de zomer van 2012 maakte ze de overstap naar streekgenoot SCHC. In 2018 maakte Drost de overstap naar Hurley.